# オルソ補正

右が補正前、左が補正後

オルソ補正（おるそほせい、 英語: orthorectification）とは、ラジコンヘリ、航空機、人工衛星等から中心投影として撮影された空中写真画像を補正し、正射投影された空中写真画像を作成する作業を指す。上空から地表を常に垂直方向から撮影した時の画像を作成し、通常の地図と整合が取れる。オルソ補正された像をオルソ写真・オルソ画像などと呼ぶ。

## 概要
空中写真画像は、上空から地表を常に垂直方向から撮影しているわけではなく、透視投影である。したがってそのままでは、地形の標高の影響により、歪んだ形状で撮影され、位置関係が実際の地形と重ね合わせても一致しない。そのため空中写真はそのままではGIS（地理情報システム）には使用できない。しかし、オルソ補正された画像は地形の凸凹や写真の傾きが補正されるので、地形図と同様に利用でき、GISの背景データとして使用することができる。

## オルソ（正射投影）
投影点を無限遠にして、ある平面上にそれと直交する平行線で投影すること。正射投影により空中写真がもつ標高に起因する投影の特性である水平位置の歪みを取り除くことができる。

## 作成
空中三角測量により、外部標定要素が与えられた空中写真画像をデジタルステレオ図化機などで作成された数値地形モデルを用いて正射変換され、写真単位での正射投影画像が作成される。作成された正射投影画像は写真の幾何的歪みの少ない写真中央部のみを使用して、図郭、作業域を満たすように集成されモザイク画像を作成する。モザイク画像は格納単位に分割され、オルソ画像データファイルとして整理される。デジタルセンサ、及びGNSS/IMUを用いてオルソ画像を作成する場合、撮影前の標定点・対空標識の設置の作業工程、空中写真の数値化の作業が不要であり、作業工程を短縮できる。

## 利用事例
デジタル処理されたデジタルオルソ画像は、広告、建築・建設、映像、出版、コンピュータシステム、状況分析など様々な分野で利用されている。
特に森林GISシステムでは、森林の境界の確認、樹種判断などに森林計画図、森林基本図とデジタルオルソ画像を重ね合わせて利用している。また、道路設計などの概略設計用の平面図として従来の地形図に比べて、その情報量の豊富さから利用されている。地方公共団体においては、地番図や家屋図の作成など固定資産業務で利用され、テレビ報道番組では事件発生の位置をデジタルオルソ画像に重ねて表示することもある。
国土庁は1974年度から1990年度の間に、日本国土のカラー空中写真を約1万分の1の縮尺で撮影した空中写真を用いてデジタルオルソ画像を作成している。国土地理院の地図・空中写真閲覧サービスでは、このデジタルオルソ画像を閲覧、ダウンロードできるシステムを運用している。
危険地図（ハザードマップ）作成時において、オルソ画像を用いることにより現実感(reality)の高い資料が作成できる。